# Screamworks: Love in Theory and Practice
Screamworks: Love in Theory and Practice, Chapters 1-13 es el séptimo álbum de estudio de la banda finlandesa de rock gótico HIM. Lanzado el 8 de febrero de 2010, el álbum fue grabado en The Lair Studios y NRG Studios en Los Ángeles, California, con el productor Matt Squire. Musicalmente, Screamworks presentó un sonido más accesible y directo que muchos de sus predecesores, que recuerda a la música de los años ochenta. Gran parte del material del álbum se inspiró en la relación de Valo con un socio no revelado, a quien se refirió como su musa para el disco.
Screamworks recibió críticas generalmente positivas de los críticos. La voz y composición de Valo recibió elogios, aunque el tono "más ligero" del álbum recibió opiniones encontradas. Screamworks se ubicó en once países, incluidos los diez primeros en Finlandia, Alemania, Austria y Suiza, y finalmente obtuvo la certificación de oro en el país de origen de la banda. También se lanzaron dos sencillos, con "Heartkiller" alcanzando el número cinco en Finlandia. El lanzamiento de Screamworks fue seguido por una gira mundial, comenzando con varias fechas europeas y una gira por Australia como parte del Soundwave Festival. Esto fue seguido por varias fechas en el Reino Unido y los Estados Unidos en 2010. En diciembre de 2010, HIM lanzó un álbum complementario a Screamworks, titulado SWRMXS, con remixes hechos por varios artistas diferentes, como Tiësto y Morgan Page

## Lista de canciones
Todas las canciones escritas y compuestas por Ville Valo. 
| N.º | Título                                        | Duración |  |
| 1.  | «In Venere Veritas»                           | 3:35     |  |
| 2.  | «Scared to Death»                             | 3:40     |  |
| 3.  | «Heartkiller»                                 | 3:29     |  |
| 4.  | «Dying Song»                                  | 3:32     |  |
| 5.  | «Disarm Me (with Your Loneliness)»            | 4:01     |  |
| 6.  | «Love, the Hardest Way»                       | 3:19     |  |
| 7.  | «Katherine Wheel»                             | 3:26     |  |
| 8.  | «In the Arms of Rain»                         | 3:46     |  |
| 9.  | «Ode to Solitude»                             | 3:58     |  |
| 10. | «Shatter Me with Hope»                        | 3:51     |  |
| 11. | «Acoustic Funeral (for Love in Limbo)»        | 3:57     |  |
| 12. | «Like St. Valentine»                          | 3:14     |  |
| 13. | «The Foreboding Sense of Impending Happiness» | 3:13     |  |